# Tyendeloven

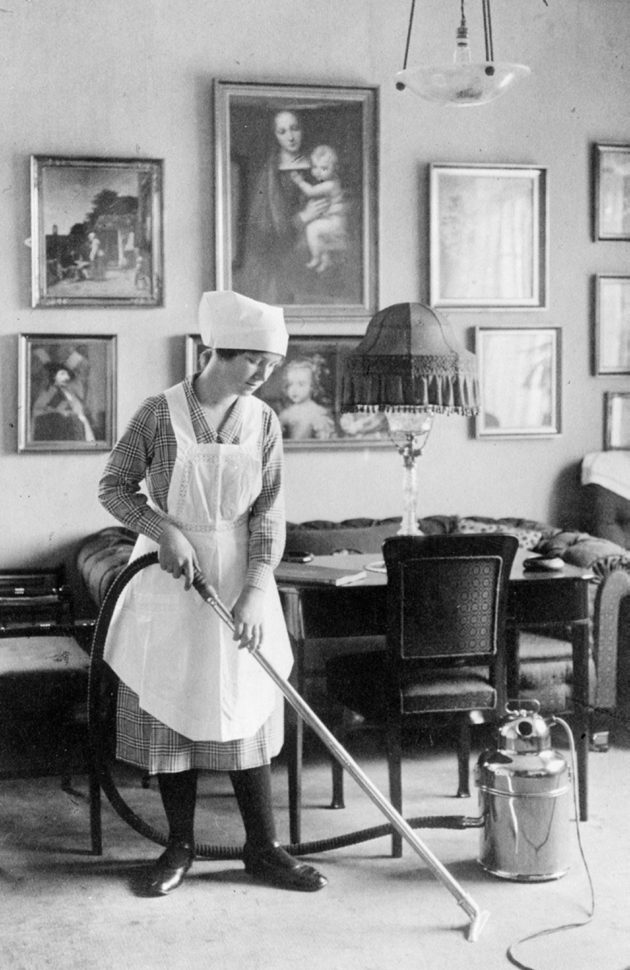
Tjänsteflicka städar i Danmark 1912. Københavns Tjenestepigeforening arbetade för lagens avskaffande.

Tyendeloven var en dansk lag som klubbades igenom 1854 och reglerade framför allt tjänsteflickornas arbetsförhållanden. Lagen gav arbetsgivaren rätten att kräva att de fanns till hands dag och natt, förutom en ledig söndagseftermiddag varannan vecka. Arbetsgivaren fick även rätten att straffa tjänsteflickan, och begränsa hennes fritid. Däremot gav lagen tjänsteflickan rätt till visst skydd vid sjukdom. 1885-1891 rasade en debatt om arbetsförhållandena, som många ansåg vara dåliga. 1899 bildades "Københavns Tjenestepigeforening" som leddes av Marie Christensen, med målet att avskaffa lagen, vilket blev verklighet 1921, då den avskaffades och ersattes av den så kallade "Medhjælperloven".
Kroppslig bestraffning fick användas mot flickorna upp till de var 16 år, mot pojkar till 18-årsåldern.

### Fotnoter
1. ↑  Dansk Kvindehistorie Tidskrifter 1885-1920: Tjenestepigernes stilling
2. ↑  http://www.foa.dk/Forbund/Om-FOA/FOAs-historie/Tyendeloven